# 勝湖郡
勝湖郡（：／ Sŭngho gun */?）是朝鮮民主主義人民共和國黃海北道北部的一個郡，南江沿南界自東向西與自東北朝西南流至的大同江在勝湖郡的西南角匯流。東、西、北為平壤直轄市所包圍。2008年人口85,624人。下分8洞、6里。原名勝湖區域，屬平壤直轄市，2010年自平壤直轄市劃歸黃海北道，改名勝湖郡。

## 歷史
- 1952年12月，劃出平安南道江東郡勝湖面、青龍面、柴足面和三登面、元灘面部分區域設置勝湖郡。轄勝湖邑、梨川里、槐陰里、貨泉里、金玉里、梨峴里、五柳里、大園里、金灘里、高飛里、鳳島里、三青里、圓興里、元新里、聖文里、大泉里、魯山里、三石里、湖南里。（1邑18里）
- 1954年，劃出槐陰里部分區域設立立石里。（1邑19里）
- 1958年，金玉里的一部分劃入江東郡松街里。
- 1959年9月，勝湖邑（升格為勝湖洞）、梨川里、槐陰里、梨峴里、五柳里、大園里、金灘里、鳳島里、立石里、中和郡楸塘里、堂井里、大峴里、石井里（1洞12里）合并，設置勝湖区域，隸屬平壤直轄市。湖南里、園興里、元新里、大泉里、聖文里、魯山里、三石里劃入新設的平壤直轄市三石区域。高飛里、三青里、貨泉里、金玉里劃入江東郡。
- 1960年10月，楸塘里、堂井里、大峴里、石井里劃入新設的力浦区域。金灘里劃入寺洞区域。江東郡的貨泉里、金玉里、三青里劃入。（1洞10里）
- 1963年，勝湖洞分割為勝湖一洞、勝湖二洞、晩達里。（2洞11里）
- 1965年，大園里、五柳里、梨峴里劃入寺洞区域。（2洞8里）
- 1967年，貨泉里升格為貨泉洞。劃出勝湖一洞部分區域設立南风洞。劃出三青里部分區域設立瓮谷洞。（5洞7里）
- 1972年，劃出立石里部分區域設立南江洞。立石里剩餘區域與鳳島里部分區域合併為立石洞。（7洞6里）
- 1985年，槐陰里改稱廣貞里。
- 1995年，貨泉洞分割為貨泉一洞、貨泉二洞。（8洞6里）
- 2010年末，自平壤直轄市劃歸黃海北道，改名勝湖郡。[2]

## 行政區劃
- 立石洞（입석동）
- 南江洞（남강동）
- 勝湖一洞（승호 1동）
- 勝湖二洞（승호 2동）
- 貨泉一洞（화천 1동）
- 貨泉二洞（화천 2동）
- 瓮谷洞（독골동）[註 1]
- 南风洞（앞새동）[註 2]
- 廣貞里（광정리）
- 金玉里（금옥리）
- 梨川里（리천리）
- 晩達里（만달리）
- 鳳島里（봉도리）
- 三青里（삼청리）

## 备注
1. ↑  该地名在韩国仁川有同名地名，仁川市政府使用“瓮谷”作为汉字写法[3]，故在此译为“瓮谷”。
2. ↑  “앞새”一词是“남풍”（意为“南风”）的江原道方言形式[4]，在此意译。